# Världsmästerskapen i skidskytte 1962
De fjärde världsmästerskapen i skidskytte genomfördes 1962 i Tavastehus i Finland.
Fram till 1966 utsågs världsmästare i en enda disciplin – 20 km individuellt – idag vanligtvis benämnd ”distans”. I samband med tävlingarna genomfördes även en stafettävling, som emellertid fram till 1966 betraktades som inofficiell varför inga medaljer utdelades. Stafetten kallades för ”ramprogram”. 
Till och med 1983 anordnades världsmästerskap i skidskytte endast för herrar.

## Resultat

### Distans herrar 20 km
| Placering | Åkare               | Land          | Tid     |
| --------- | ------------------- | ------------- | ------- |
| 1.        | Vladimir Melanin    | Sovjetunionen | 1:23.30 |
| 2.        | Antti Tyrväinen     | Finland       | 1:24.08 |
| 3.        | Valentin Psjenitsin | Sovjetunionen | 1:24.17 |

### Stafett 4 x 7,5 km herrar (inofficiell tävling)
| Placering | Land          | Åkare                                                  |
| --------- | ------------- | ------------------------------------------------------ |
| 1.        | Sovjetunionen | Vladimir Melanin, Valentin Psjenitsin, Nikolaj Pusanov |
| 2.        | Finland       | Antti Tyrväinen, Hannu Posti, Kalevi Huuskonen,        |
| 3.        | Norge         | Jon Istad, Olav Jordet, Henry Hermansen                |

## Medaljfördelning
| Plats | Land          | Guld | Silver | Brons | Totalt |
| ----- | ------------- | ---- | ------ | ----- | ------ |
| 1     | Sovjetunionen | 1    | 0      | 1     | 2      |
| 2     | Finland       | 0    | 1      | 0     | 1      |